# Rollie Culver
Rolland Pierce „Rollie“ Culver (* 29. Oktober 1908 in Fond du Lac; † 8. Dezember 1984 in Culver City) war ein US-amerikanischer Jazzmusiker (Schlagzeug).

## Leben
Culver arbeitete zunächst als Stepptänzer in Theatern. 1930 begann er mit dem Schlagzeugspiel. Er spielte fast ein Jahrzehnt lang in der Territory Band von Wally und Heinie Beau in Wisconsin. 1941 schloss er sich Red Nichols an, mit dem er von 1945 bis zu dessen Tod 1965 regelmäßig zusammenarbeitete und eine Reihe von Kurzfilmen (1950) und Aufnahmen machte, etwa das Album Blues and Old-time Rags (1963). Er nahm auch mit den Angels of Jump um Peanuts Holland und mit Jack Delaney sowie Raymond Burke und deren New Orleans All Stars (1954) auf. Als Studiomusiker war er zudem an der Einspielung von Filmmusiken beteiligt.